# Oxysychus maindroni
Oxysychus maindroni är en stekelart som först beskrevs av Jean Risbec 1955.  Oxysychus maindroni ingår i släktet Oxysychus och familjen puppglanssteklar. Inga underarter finns listade i Catalogue of Life.